# Cowon
Cowon est une société sud-coréenne. Son nom de départ fut Cerwon(거원) electronics avant d'être changé pour Cowon qui ressemble syntaxiquement mais possède un sens différent. À l’origine, elle a créé des logiciels multimédia comme JetAudio, puis a ensuite diversifié son activité dans les baladeurs numériques, dont la gamme iAUDIO. Ses produits phares sont le D2, l'iAUDIO X5 et le Cowon A2/A3, mais surtout le Cowon S9 dont le succès est énorme. Cowon nourrit sa réputation de pionnier du monde audio principalement grâce à sa technologie BBE+ instaurée sur tous ses baladeurs numériques : une technologie qui offre des réglages très diversifiés pour le son. Le Cowon J3, successeur du Cowon S9, est, à ce jour, l'un des derniers produits de la marque même s'il n'est plus fabriqué.

## Logiciels
Cowon a conçu des logiciels tels que JetAudio, JetCast, JetToolBar et JetMailMonitor. Ces programmes, qui sont fournis avec tous les baladeurs numériques iAUDIO et sont disponibles gratuitement au téléchargement. Ils permettent notamment de gérer et de lire divers types de fichiers multimédia.

## Baladeurs numériques iAUDIO
Cowon produit la série de baladeurs numériques iAUDIO. Ils rencontrent un succès raisonnable sur le marché coréen et dans d'autres pays d'Asie. En revanche, Cowon est resté relativement inconnu sur le marché des États-Unis et d'Europe. L'entreprise est reconnue pour ses mises à jour logicielles consistantes et régulières. Son ancien produit phare, le iAUDIO M3, a reçu plus de 15 mises à jour, même après la sortie du X5. En règle générale, les produits Cowon sont d'une très bonne qualité de fabrication et relativement fiables. 
Les modèles M3, M5 et X5 de la série de baladeurs iAUDIO sont dotés de disques dur dont les capacités s'étalent de 20 à 60 Go. Il est possible d'y stocker tous types de fichiers grâce à l'USB Mass Storage, compatible avec tous les systèmes d'exploitation modernes, ce qui le rend compatible à la fois avec Microsoft Windows, GNU/Linux, Mac OS X, etc.
| Modèle                  | Modèle                  | iAUDIO M3 et M3L                                       | iAUDIO U2                 | iAUDIO U3            | iAUDIO X5                       | D2                           | S9                                                        | J3                                                                                                  |
| ----------------------- | ----------------------- | ------------------------------------------------------ | ------------------------- | -------------------- | ------------------------------- | ---------------------------- | --------------------------------------------------------- | --------------------------------------------------------------------------------------------------- |
| Commercialisation       | Commercialisation       | 2004                                                   | 2004                      | 2005                 | 2005                            | 2007                         | 2008                                                      | 2010                                                                                                |
| Composant               | Processeur              | MCF5249 (ColdFire)                                     | STMP 3520 (Sigmatel (en)) |                      |                                 |                              |                                                           | |
| Composant               | Accéléromètre           | Non                                                    | Non                       |                      |                                 | Non                          | Oui                                                       | Oui (G-Sensor)                                                                                      |
| Composant               | Tuner FM                | Oui                                                    | Oui                       | Oui                  | Oui                             | Oui                          | Oui                                                       | Oui                                                                                                 |
| Composant               | Microphone              | Oui                                                    | Oui                       | Oui                  | Oui                             | Oui                          | Oui                                                       | Oui                                                                                                 |
| Composant               | Haut-parleur            | Non                                                    | Non                       | Non                  | Non                             |                              | Non                                                       | Oui                                                                                                 |
| Stockage                | Type                    | Disque Dur                                             | Flash                     | Flash                | Disque Dur                      | Flash                        | Flash                                                     | Flash                                                                                               |
| Stockage                | Capacité                | 20 ou 40 Go                                            | 512 Mo, 1 ou 2 Go         | 512 Mo, 1, 2 ou 4 Go | 20, 30 ou 60 Go                 | 2, 4, 8 ou 16 Go             | 4, 8, 16 ou 32 Go                                         | 4, 8, 16 ou 32 Go                                                                                   |
| Stockage                | Externe                 | Non                                                    | Non                       | Non                  | Non                             | SD & MMC                     | Non                                                       | Micro SD                                                                                            |
| Écran                   | Type                    | Télécommande                                           | LCD Monochrome            | TFT                  | Télécommande                    | QVGA                         | Amoled                                                    | Amoled                                                                                              |
| Écran                   | Taille                  | Non                                                    |                           |                      | Non                             | 2,5 pouces                   | 3,3 pouces                                                | 3,3 pouces                                                                                          |
| Écran                   | Résolution              | Non                                                    | 128 × 64                  | 160 × 128            | Non                             | 320 × 240                    | 480 × 272                                                 | 480 × 272                                                                                           |
| Écran                   | Couleurs                | Non                                                    |                           |                      | Non                             |                              |                                                           | 16 millions                                                                                         |
| Écran                   | Tactile                 | Non                                                    | Non                       | Non                  | Non                             | Oui                          | Oui                                                       | Oui                                                                                                 |
| Boutons                 | Boutons                 |                                                        |                           |                      |                                 | Power Hold Volume + & - Menu | Power/Hold En avant En arrière Lecture/Pause Volume + & - | Power/Hold En avant En arrière Lecture/Pause Volume + & -                                           |
| Audio                   | MP3                     | Oui                                                    | Oui                       | Oui                  | Oui                             | Oui                          | Oui                                                       | Oui                                                                                                 |
| Audio                   | OGG, OGA                | Oui                                                    | Oui                       | Oui                  | Oui                             | Oui                          | Oui                                                       | Oui                                                                                                 |
| Audio                   | WMA                     | Oui                                                    | Oui                       | Oui                  | Oui                             | Oui                          | Oui                                                       | Oui                                                                                                 |
| Audio                   | FLAC                    | Oui                                                    |                           | Oui                  | Oui                             | Oui                          | Oui                                                       | Oui                                                                                                 |
| Audio                   | WAV                     | Oui                                                    | Oui                       | Oui                  | Oui                             | Oui                          | Oui                                                       | Oui                                                                                                 |
| Audio                   | APE                     | Non                                                    | Non                       |                      | Oui                             | Firmware 2.20                | Oui                                                       | Oui                                                                                                 |
| Vidéo                   | Conteneur               | Non                                                    | Non                       |                      | Non                             | AVI & WMF                    | AVI, WMV & ASF                                            | AVI, WMV & ASF                                                                                      |
| Vidéo                   | Codec                   | Non                                                    | Non                       | Xvid                 | Non                             | WMV (7/8/9)                  | DivX (3/4/5), Xvid (SP/ASP) & WMV (7/8/9)                 | DivX (3/4/5), Xvid (SP/ASP) & WMV (7/8/9)                                                           |
| Vidéo                   | Sous-titre              | Non                                                    | Non                       | Non                  | Non                             | SMI                          | SMI                                                       | SMI                                                                                                 |
| Image                   | BMP                     | Non                                                    | Non                       | Oui                  | Non                             |                              |                                                           | |
| Image                   | GIF                     | Non                                                    | Non                       | Non                  |                                 | Non                          | Oui                                                       | Oui                                                                                                 |
| Image                   | JPEG                    | Non                                                    | Non                       | Non                  | Oui                             | Oui                          | Oui                                                       | Oui                                                                                                 |
| Image                   | PNG                     | Non                                                    | Non                       | Non                  | Non                             | Non                          | Oui                                                       | Oui                                                                                                 |
| Autres formats          | TXT                     | Non                                                    | Non                       |                      | Non                             | Oui                          | Oui                                                       | Oui                                                                                                 |
| Autres formats          | SWF                     | Non                                                    | Non                       |                      | Non                             | Oui                          | Oui                                                       | Oui                                                                                                 |
| Connectique             | Son                     | Jack 3,5 mm                                            | Jack 3,5 mm               | Jack 3,5 mm          | Jack 3,5 mm                     | Jack 3,5 mm                  | Jack 3,5 mm                                               | Jack 3,5 mm                                                                                         |
| Connectique             | Entré ligne             | Oui                                                    |                           | Oui                  | Oui                             |                              | Oui                                                       | |
| Connectique             | Bluetooth               | Non                                                    | Non                       | Non                  | Non                             | Non                          | 2.0 (A2DP, AVRCP Profile)                                 | 2.0 (A2DP, AVRCP Profile)                                                                           |
| Connectique             | USB                     | 2.0                                                    | 2.0                       | 2.0                  | 2.0                             | 2.0                          | 2.0                                                       | 2.0                                                                                                 |
| Autonomie               | Audio                   | 14 h (M3) 35 h (M3L)                                   | 20 h                      | 20 h                 | 14 h ou 35 h                    | 52 h                         | 55 h                                                      | 64 h                                                                                                |
| Autonomie               | Vidéo                   | Non                                                    | Non                       |                      | Non                             | 10 h                         | 11 heures                                                 | 11 heures                                                                                           |
| Coloris                 | Coloris                 | Noir, Gris                                             | Rouge, Bleu, Noir         |                      |                                 | Noir, Blanc                  | Chrome black, Titanium black, Ceramic white               | Sleek White, Chic Black                                                                             |
| Dimensions (L × l × h)  | Dimensions (L × l × h)  | 104 × 61 × 14 mm                                       | 74 × 25 × 18 mm           | 72 × 31,5 × 18 mm    |                                 | 78,0 × 55,4 × 16,6 mm        | 105,8 × 57 × 12,7 mm                                      | 106,5 × 56 × 9,9 mm                                                                                 |
| Poids                   | Poids                   | 136 g                                                  | 34 g                      | 32,5 g               |                                 | 91 g                         | 77 g                                                      | 76 g                                                                                                |
| Accessoires disponibles | Accessoires disponibles | Télécommande filaire monochrome rétroéclairée 6 lignes |                           |                      | Télécommande, Station d'accueil |                              |                                                           | Sortie AV (composite), Line-in (entré audio), Coque plastique souple, Etui cuir, Film de protection |

### MP3 à disque dur

#### iAUDIO M3 (2004)

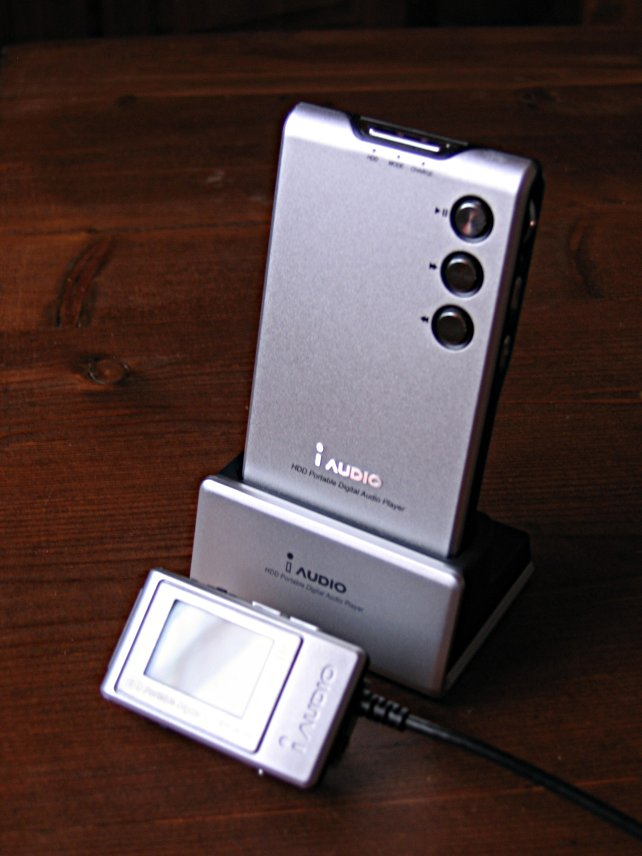
Un iAUDIO M3 et sa télécommande.

Il s'agit du premier modèle de baladeur numérique à disque dur de la firme. Son design est très simple et sa taille similaire à celle du iPod. Il ne dispose pas d'un écran embarqué, mais d'une télécommande monochrome rétroéclairée de 6 lignes.
Ce modèle se décline en deux versions : 
- Le M3 standard, disposant d'un disque dur de 20Go ou 40Go et d'une autonomie annoncée d'environ 14 heures.
- Le M3L, avec une batterie supplémentaire augmentant l'autonomie jusqu'à 35 heures.

Il supporte de nombreux formats de fichiers sonores : MP3, WMA, OGG, ASF, WAV et FLAC. Il est possible de régler le son avec l'équaliseur 5 canaux intégré. Dans le dernier firmware disponible, la navigation se fait par dossiers et non pas par Tags ID3. Il supporte les  listes de lecture et la création de listes de lectures dynamiques.
Il peut servir de dictaphone grâce à son microphone intégré. Le M3 permet aussi la réception de la radio FM et l'encodage en MP3 à partir de son entrée ligne. Il est équipé d'un processeur Motorola ColdFire MCF5249.

#### iAUDIO X5 (2005)
Le iAUDIO X5 reprend les caractéristiques du M5, mais dispose d'un écran couleur et d'une fonction vidéo.

Il se décline en plusieurs modèles X5 (14 h d'autonomie) et X5L (35h d'autonomie et 4 mm d'épaisseur en plus). La version X5 existe en 20Go, 30Go et 60Go (épaisseur égale à celle de la version L). La version X5L existe elle en 20Go et 30Go seulement. Une version X5V a également été rendu disponible, cette dernière est dépourvue de radio FM pour un prix réduit.

Ce lecteur a reçu de nombreux prix tels que le baladeur de l'année 2005 sur GMP3
- Écran 260 000 couleurs.
- Formats Audio : Mp3, OGG, Wma, Wav, FLAC
- Formats Vidéo : MPEG4, (compression usuelle Xvid).
- Fonction USB Host (OTG) (permet le transfert de fichiers à partir d'un périphérique USB comme un appareil photo numérique ou clef USB)
- UMS (Universal Media Storage) (Windows, Mac OS, Linux)
- Radio FM international
- Une autonomie de 14 h pour les versions de bases et 35 h pour les versions L.
- Mise à jour possible du firmware
- Équaliseur, BBE, Mach3Bass, MP enhance, 3D Surround, Pan
- Microphone
- Télécommande (en option)
- Station dock (en option)

#### iAUDIO M5 (2005)
Le iAUDIO M5 reprend les caractéristiques du M3, mais dispose d'un écran monochrome rétro-éclairé directement intégré sur le corps de l'appareil.

### MP3 à mémoire flash

#### iAUDIO U3 (2005)

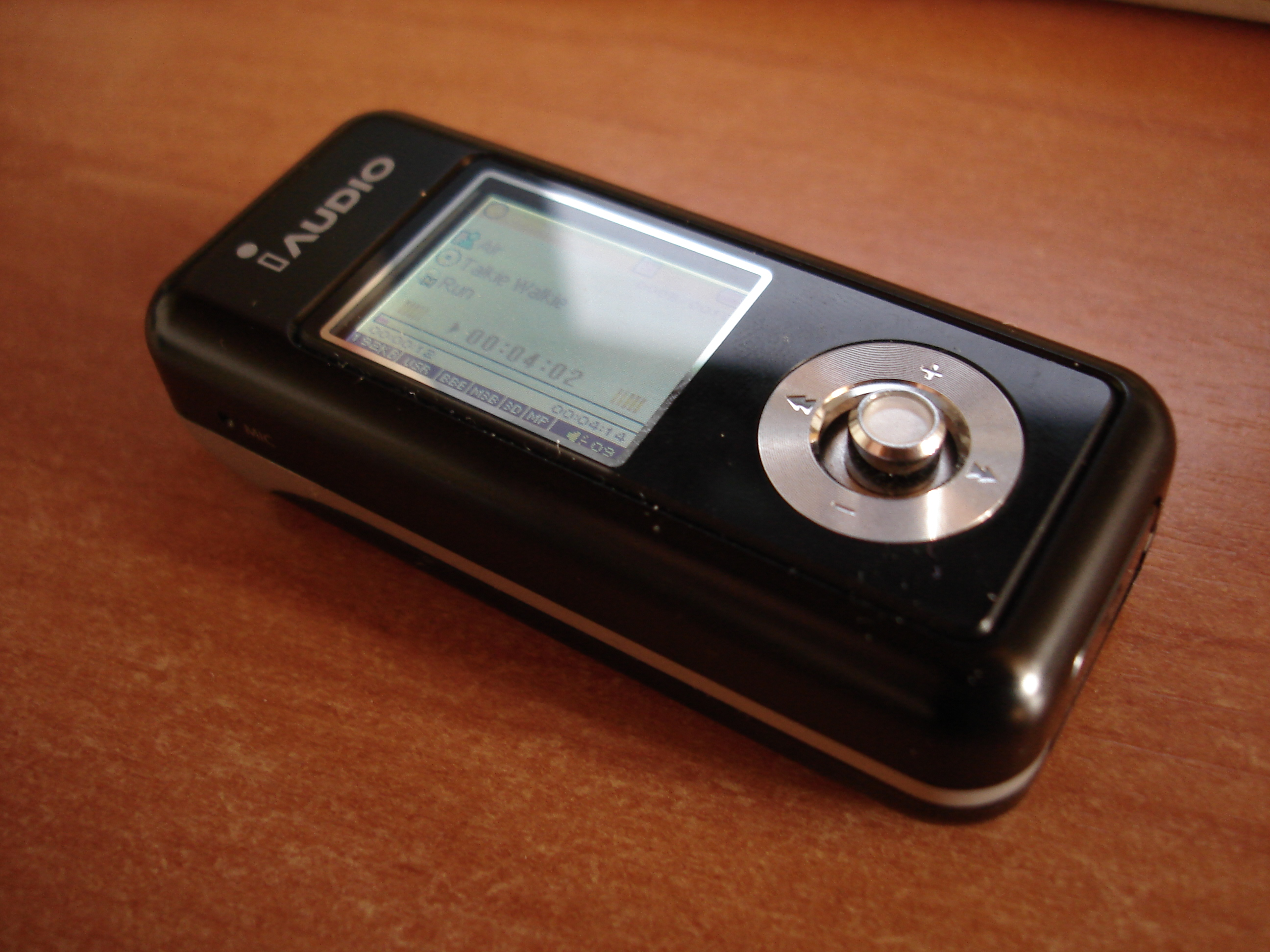
iAUDIO U3

Le iAUDIO U3 reprend les caractéristiques du X5, mais en beaucoup plus compact. Son écran est plus petit, (160 × 128 pixels), mais permet également la lecture de fichiers vidéo.

#### iAUDIO U2 (2004)
Baladeur à mémoire flash dont les capacités s'étendent de 512 Mo à 2 Go.
- Écran LCD monochrome (128x64)
- Lecture Audio : MP3, WMA, OGG, WAV
- Fonction dictaphone.
- Rapport signal/bruit : 95 dB
- Interface : USB 2.0
- Microphone intégré.
- Radio FM
- Liste de lecture
- Firmware pouvant être mis à jour
- Égaliseur
- Autonomie de 20 h
- Dimension : 7,4×2,5×1,8 cm
- Poids : 34,0 g

### MP3 à écran tactile

#### Cowon D2 (2007)
Le Cowon D2 est le premier baladeur à écran tactile de la marque.
Avec son écran tactile de 2,5", son excellente autonomie, ses multiples formats audio supportés, son poids plume et sa qualité audio sont les principaux points en faveur de ce baladeur.
De plus grâce à son slot SD et sa compatibilité avec les cartes SDHC, ce D2 peut atteindre une capacité de 48 Go de mémoire flash avec une carte SDHC de 32 Go. Dans ses dernières versions le firmware du D2 intègre un lecteur Flash (V.7).
Notez également que ce lecteur supporte le firmware Open Source Rockbox (avec des réserves mais l'auteur de cet ajout confirme l'utiliser depuis 2 ans sans aucun plantage) permettant notamment l'accès à d'autres formats audio. Enfin on peut facilement remplacer sa batterie à l'autonomie excellente

Les caractéristiques de ce mini PMP :
- taille : 78,0 × 5,4 × 16,6 mm
- poids : 91 g (avec la batterie)
- capacité : 2/4/8/16 Go - port SD (compatible SDHC)
- autonomie (théorique) :
  - musique jusqu’à 52 h
  - vidéo jusqu’à 10 h
- temps de charge : 3,5 h avec le chargeur - 7 h avec l'USB
- écran : tactile de 2,5" 16 millions de couleurs (24 bit) TFT-LCD : QVGA (320 x 240)
- audio :
  - Windows Media Audio Standard (.wma): ~256 kb/s, ~48 kHz, mono/stéréo
  - MP3 (.mp3) : ~320 kb/s, ~48 kHz, mono/stéréo
  - OGG (.ogg) : j~Q10, ~44,1 kHz, mono/stéréo
  - FLAC (.flac) : Compression 0 ~ 8, ~44,1 kHz, mono/stéréo
  - WAV : ~48 kHz, 16 bit, mono/stéréo
  - APE : à venir via mise à jour du firmware
  - AAC et bien d'autres en installant Rockbox
- photo
  - JPEG (.jpg) : Toutes définitions supportées avec recadrage automatique
- vidéo :
  - définition en 320 x 240 (QVGA), 30 images par seconde
  - AVI (.avi), WMV (.wmv)
- radio FM :
  - fréquences : 76 MHz ~ 108 MHz, 87,5 MHz ~ 108 MHz
  - enregistrement en WMA : 32~256 kb/s.

#### Cowon S9 (2008)
Classé comme étant un lecteur MP3 par le constructeur, le Cowon S9 se rapproche fortement d'un mini-PMP. Il est sorti en fin d'année 2008 en France. Quatrième baladeur tactile de la firme, il est le premier à intégrer un écran tactile capacitif utilisant la technologie AMOLED. Il a été lancé en France pour la somme de 239 euros la version 8Go et 269 euros la 16Go (une version 32Go existe aussi. Elle coûte 299€). Son design est incurvé est taillé dans un plastique « haut de gamme ». Il intègre une foule de fonctionnalités ainsi qu'une bonne compatibilité pour différents formats vidéo (liste ci-dessous). Avec le S9, Cowon parvient à tenir tête au géant Apple avec son iPod Touch (déjà bien répandu sur le marché).

Caractéristiques du produit :
- Formats audio compatibles : MP3, WMA, FLAC, OGG, WAV et APE.
- Formats vidéo compatibles : MPEG1, MPEG2, MPEG4, AVI, WMV9, SP/MP, XviD SP/ASP.
- Format photo compatible : JPEG, GIF, PNG.
- Une compatibilité TXT (fichiers texte), SMI/SRT (sous-titres) et Flash (swf).

- Écran tactile AMOLED 16 millions couleurs, 3.3” (480×272).
- Processeur double cœur de 500MHz.
- Mémoire flash de 4, 8, 16 ou 32Go.
- Une Sortie AV (composite) via un câble spécifique (peut-être non livré d'origine)
- Une Line-in.
- Le Bluetooth 2.0 (A2DP, AVRCP Profile).
- Un micro.
- L'USB 2.0 (Universal Serial Bus) (malheureusement pas USB-Host, semble-t-il)
- Un tuner-enregistreur FM.
- 30 égaliseurs de son.
- Un lecteur Flash.
- Une calculatrice.

Ce baladeur a une autonomie de 55 heures en audio contre 11 heures en vidéo.
Ses dimensions sont de 57 × 105,8 × 12,7 mm pour 77 g.

#### Cowon J3 (2010)

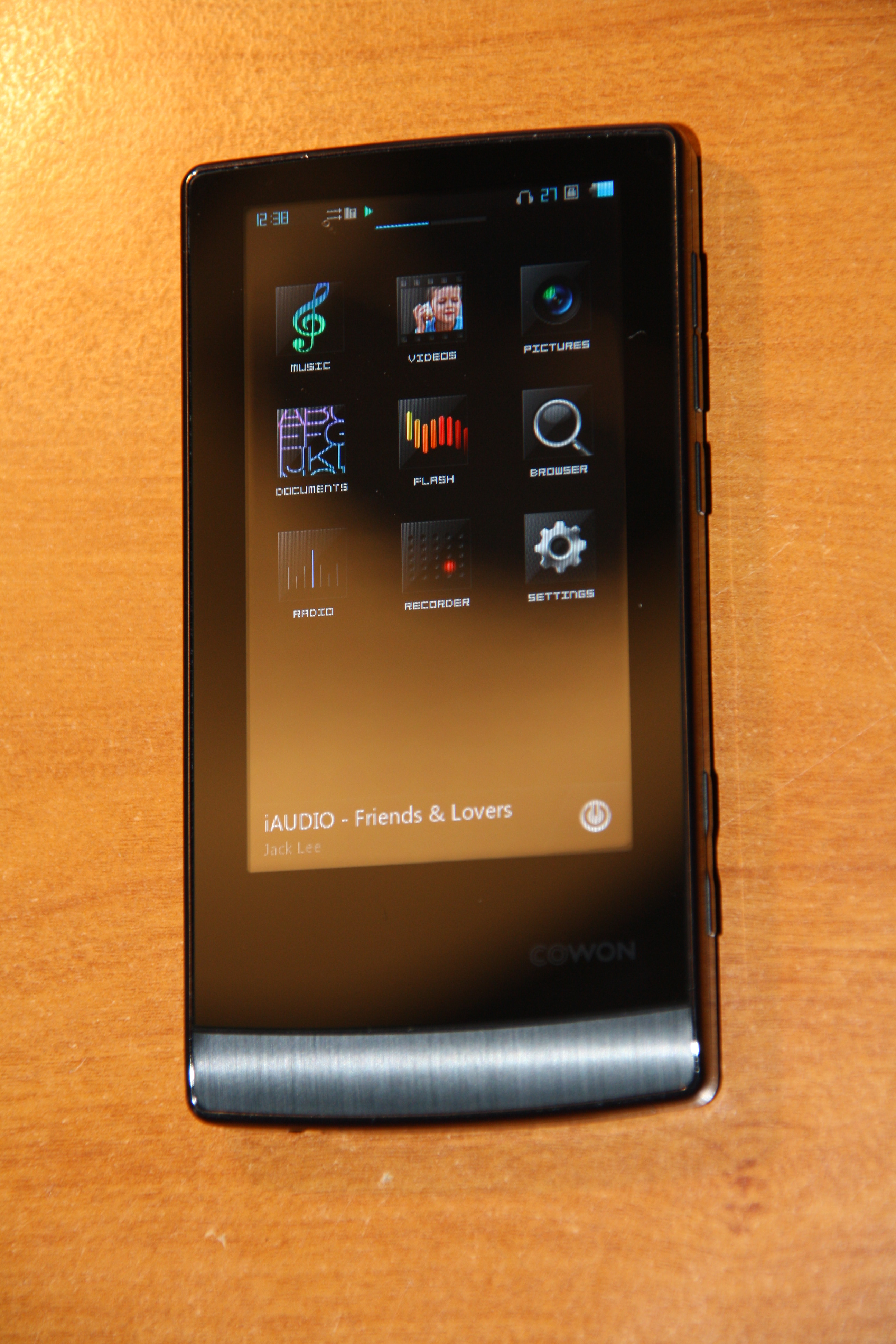
Aperçu du Cowon J3 (face)

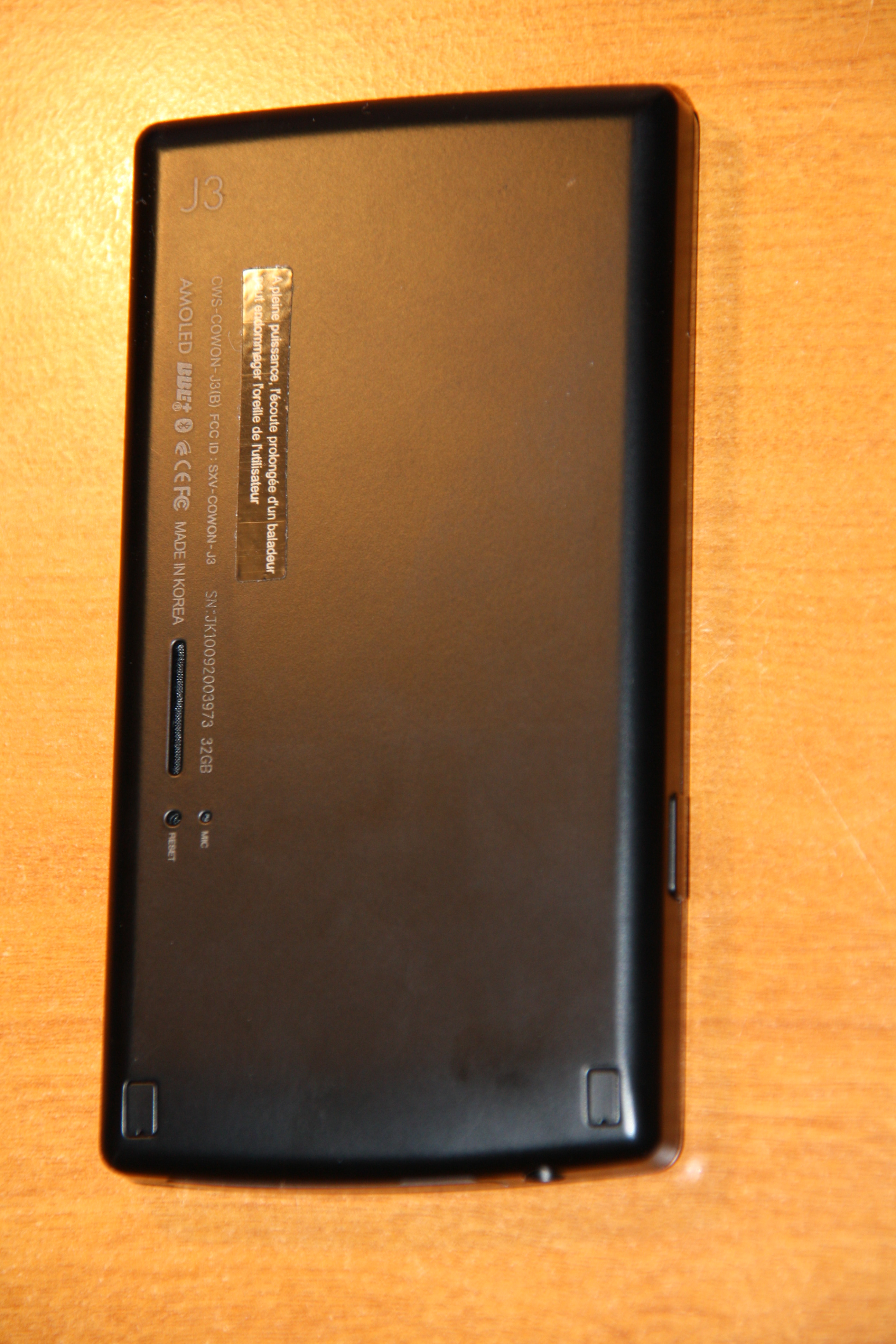
Aperçu du Cowon J3 (revers)

Tout comme son précurseur, le Cowon S9, le Cowon J3 se rapproche fortement d'un mini-PMP. Pour ce produit, la marque semble finalement avoir répondu aux exigences de sa clientèle en corrigeant les principaux points faibles du Cowon S9 ayant fait l'objet de critiques de ses adeptes, comme pour l'absence de port Micro SD et l'aspect un peu trop "plastique" de la coque, notamment. Ce modèle se décline en quatre versions : 4, 8, 16 et 32 Go. Deux couleurs sont disponibles : Sleek White (métal brossé) & Chic Black (métal brossé noir).
Compatibilités multimédia :
- Audio : MPEG-1/2 Audio Layer 3 (MP3), Windows Media Audio (WMA), Vorbis (OGG, OGA), Free Lossless Audio Codec (FLAC), WAVEform audio file format (WAV) et Monkey's Audio (APE).
- Vidéo : MPEG-1, MPEG-2 & MPEG-4 ASP | NTSC/PAL ; 30 FPS.
  - Formats (conteneurs) : AVI, WMV & ASF
  - Codecs : DivX (4/5/6), Xvid (SP/ASP) & WMV (7/8/9)
  - Formats du son : MP3, WMA
  - Format des sous-titres : SMI
- Image : JPEG, GIF & PNG.
- Autres : TXT (fichiers texte) & SWF (animations Flash).

Caractéristiques techniques et matérielles :
- Un écran tactile multipoint AMOLED (16M de couleurs) de 3.3 pouces offrant une résolution de 480×272.
- Un processeur double cœur.
- Une mémoire de type flash : 4, 8, 16 ou 32 Go.
- Une sortie AV (composite) via un câble spécifique (non fournit d'origine, mais vendu par le constructeur).
- Une Line-in (entré audio) via un câble spécifique (non fournit d'origine, mais vendu par le constructeur).
- Le Bluetooth 2.0 (A2DP, AVRCP Profile).
- Un microphone.
- Un haut-parleur.
- Un accéléromètre (G-Sensor).
- Un port USB 2.0 Host.
- Un tuner/enregistreur FM.
- Un port Jack Audio Stéréo 3,5 mm.
- Un bouton Augmenter/Diminuer le volume sonore.
- Un bouton Lecture/Pause.
- Un bouton de sélection Précédent/Suivant.
- Un bouton d'Alimentation/Blocage.
- Dimensions : 106,5×56×9,9 mm.
- Poids : 76 grammes.
- Autonomie (estimations officielles) :
  - En mode audio : 64 heures.
  - En mode vidéo : 11 heures.

Caractéristiques sonores :
- Réponse de fréquence : 20-20K Hz
- Sensibilité : 95 dB

Caractéristiques fonctionnelles :
- Fonction égaliseur du son (BBE+ 3.0) : 39 modes pré-configurés dont quatre entièrement personnalisables.
- Fonction dictaphone.
- Fonction dictionnaire.
- Applications natives : calculatrice, bloc-notes, dessin, Hunter (jeu en Flash).

Le modèle Coréen intègre une gestion T-DMB en supplément.

## Baladeurs multimédias

### MP4 avec boutons de navigation

#### Cowon A2 (2005)
Le Cowon A2 est un lecteur multimédia portable (ou PMP pour Portable Multimedia Player).
- Format Audio : MP3, WMA, WAV, MIDI, OGG, FLAC, MPC
- Format Vidéo : AVI, DivX (V 3,4,5,6 sans les options QPEL/GMC), XviD, WMV (V9), MPEG-1, ASF
- Sous-titres : SRT, SMI
- Format Photo : JPEG,PNG, BMP (diaporama avec son, zoom)
- Création de listes de lecture au vol (sans sauvegardes)
- Radio FM : 25 stations prédéfinies par balayage automatique (enregistrement des émissions)
- Écran 16/9e de 4 pouces, résolution : 480 × 272 pixels (comme le l’AV500 Mobile DVR d’Archos)
- Autonomie Audio : 18 heures
- Autonomie Vidéo : 10 heures

Incompatibilité Macrovision donc impossibilité de copier directement le contenu de certains DVD.
Il n’est pas compatible avec les fichiers WMA DRM et WMV DRM (Cowon prévoit une mise à jour). Par contre, il est compatible avec les fichiers DivX DRM.  
- Disque Dur Utilisable Via USB 2.0
- Fonction magnétoscope permettant d'enregistrer une source vidéo en ASF.
- Fonction magnétophone permettant d'enregistrer une source audio en MP3.
- Bonne qualité de restitution Audio/vidéo.
- Réglages de l’égaliseur (Normal, Rock, Jazz, Classique, Pop, Voix, défini par l’utilisateur)
- Effets BBE, Mach3Bass et 3D surround
- Images vidéo nettes et vives.

#### Cowon A3 (2007)

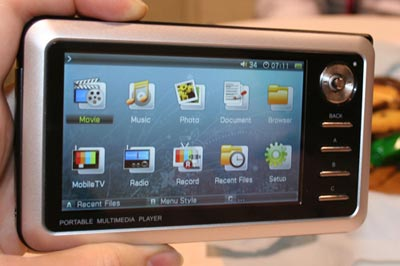
Cowon A3

Le Cowon A3 est le successeur du A2, très proche côté design, il l'est également en ce qui concerne ses fonctionnalités. La grosse nouveauté réside dans le fait qu'il embarque une puce DaVinci fabriquée par le constructeur TI ce qui devrait apporter une nette amélioration pour la vidéo (voir ci-dessous les formats compatibles). 
Caractéristiques du A3 :
- Ce PMP offre une compatibilité audio/vidéo/photo impressionnante :

MP3, WMA (avec DRM), OGG, FLAC, M4A, MKA, TTA, APE, WAV, MPC, WMV, AC3

AVI (DivX, DivX DRM, Xvid), ASF, WMV, MPG, MP4, MPEG-4, MJPEG, DAT, MKV, VOB, OGM, MTV (Video HD jusqu'à 1280 x 720 px)

JPEG, BMP, PNG, GIF, TXT

- un écran TFT LCD 16:9  (16M de couleurs, 4" (800x480 px))
- un disque dur de 30 Go ou 60 Go,
- une sortie AV (Component, Composite, S-video)
- un micro
- un haut-parleur externe
- l'USB host 2.0
- un tuner/enregistreur FM
- une line-in AV (enregistrement vidéo en MPEG4)
- Fonction USB Host (OTG) (permet le transfert de fichiers à partir d'un périphérique USB comme un appareil photo numérique ou clef USB)
- un module DVB-T pour accéder aux chaines de la TNT (en option)

Son autonomie est de 7 h en vidéo contre 9 h en audio.
Ses dimensions sont de 133 × 78,5 × 22 mm.

### MP4 à écran tactile

#### Cowon Q5 (2007)
Le Q5 embarque avec lui : 

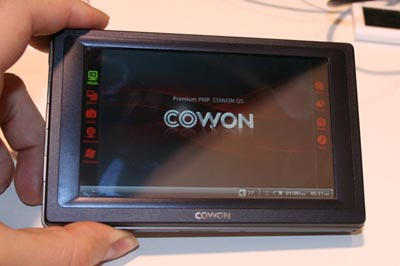
Cowon Q5

- Un écran tactile TFT LCD 16,7M de couleurs de 5" (800×480 pixels),
- Un processeur AMD Alchemy AU1200 à 500 MHz accompagné de 128 Mo de SDRAM DDR2,
- Une connexion Wi-Fi et Bluetooth 2.0
- Un tuner/enregistreur FM
- Une sortie AV (Component, Composite),
- Un port USB host 2.0,
- Un haut-parleur externe et d'un micro.

Tout ceci tournant sous Windows CE 5.0 Professionnel avec un disque dur de 40, 60 ou 80 Go. 
Il nous offre également une grande compatibilité de formats audio/vidéo/photo :
- MP3, WMA (avec DRM), OGG, FLAC, APE, WAV, AC3, MPC
- AVI (DivX, DivX DRM, Xvid), ASF, WMV, MPG, MP4, OGM, SMI
- JPEG, BMP, PNG, RAW
- FLV et TXT.

Son autonomie est de 13 h en audio contre 7 h en vidéo et ses dimensions sont de 138,8×88,5×20 mm pour 380 g.

#### Cowon O2 (2008)
Le O2 est le premier PMP disposant d'un écran tactile : 
- Un écran tactile TFT LCD 16,7M de couleurs de 4,3" (272×480 pixels),
- Une sortie AV (composite NTSC/PAL en stéréo),
- Un port USB 2.0,
- Un haut-parleur externes et d'un micro.
- Une capacité de 8, 16 ou 32 Go et un emplacement pour carte-mémoire micro-SD

Son autonomie est de 18h en audio contre 8h en vidéo et ses dimensions sont de 119,5×73.4×18 mm pour 205 g.

#### Cowon V5 (2010)
Le V5 est le successeur du Q5 : 
- Un écran tactile WVGA TFT 16,7M de couleurs de 4.8" (800 × 480 pixels),
- Une sortie TV HD 720p (HDMI),
- Un port USB 2.0,
- Un haut-parleur externes et d'un micro.
- un tuner T-DMB (radio numérique)
- les systèmes audio Jet Effect 3.0 et BBE+
- Une capacité de 8 à 32 Go et un emplacement pour carte-mémoire SDHC.
- Système d'exploitation Windows CE 6.0.
- Une autonomie de 45 h en audio et 10 h en vidéo
- Dimensions et poids : 128 × 82 × 15,7 mm pour 197 g.